# طاهر طبري
الشيخ طاهر عبد السلام طبري، (مواليد طبريا 1895م – 1959م)، هو قاضي شرعي فلسطيني، اشغل منصب قاضي شرعي في قضاء عكا بالإضافة لكونه اديباً روائياً وخطيباً، وإنتاجه شمل عدة دواوين شعرية.

## نشأته ونبذة عن حياته
ولد الشيخ طاهر طبري في مدينة طبريا، والتحق بمدرسة الأميرية في طبريا، عند انهائه لفترة الثانوية قرر أن يتفرغ للعلوم الدينية والشريعة الإسلامية، وبهذا قرر الالتحاق بجامعة الأزهر في مصر، ومن ثم بجامعة إسطنبول للعلوم الإسلامية والقضاء الشرعي.
في عام 1914 عاد إلى طبريا، ليصبح مفتياً خلفاً لوالده الشيخ عبد السلام الطبري. شغل الشيخ طاهر طبري عدة مناصب، منها عضوا في المؤتمر السوري عام 1920 الذي أُعلن به استقلال سورية. وفي عام 1930 قاضياً شرعياً في قضاء عكا ورئيساً، ثم قاضياً شرعياً في الناصرة، بالإضافة إلى كونه ممثلاً في الحركة الوطنية عن قضاء طبريا، ورئيساً لجمعية الإسلامية المسيحية الفلسطينية.

## مذكراته
إحدى مذكرات الشيخ طاهر طبري التي تم الكشف عنها مؤخرا تحمل اسم «رسالة الحيران الجنة وجهنم المنام.» وهي مؤرخة بتاريخ 11 يوليو 1948، وتعتبر من إحدى المجموعات الفلسطينية النادرة التي ما زالت ممتلكة من قبل المكتبة القومية الإسرائيلية في القدس.
تتقسم المذكرات إلى 5 فصول، بحيث ان كل فصل يتناول حقبة زمنية مختلفة، بداية بالفترة العثمانية، مرورا بالانتداب البريطاني وانتهائهً بإقامة الدولة اليهودية وسنوات النكبة، دون الشيخ طاهر طبري كل من الأحداث التي عاصرها في تلك الحقب من خلال 100 صفحة في هذه المذكرات. تتيح لنا هذه الذكرات فهم وبلورة فكرة جديدة عن المواقف والآراء التي كانت سائدة في تلك الفترة كانتقاد الحكام العرب عامةً والزعماء الفلسطينيين خاصةً لمواقفهم السياسية وتصرفاتهم الفاسدة بحسب ذكره آنذاك من العمالة وبيع الأراضي. صودرت هذه المذكرات من قبل القوات الإسرائيلية بعد تهجير عائلة الطبري من طبريا وإلى الناصرة.
أعتمد كثير من المؤرخين على توثيق الطبري مثل د. عصام سخنيني الذي استعان بمذكرات الطبري من أجل الكتابة عن العلاقات التي كانت سائدة بين الفلسطينيين واليهود القادمين إلى البلاد في كتابه «طبرية»، حيث ذكر سخنيني أن مدينة طبريا لم تشهد مشاحنات ما بين الفئتين إلا خلال ثورة عام 1936، اذ أن اليهود في تلك الفترة كانوا يهودً من دول الشرق الأوسط العربية ومما يدل على ذلك، يوثق الكاتب الرسالة التي أرسلها الشيخ طاهر الطبري مفتي المدينة إلى اللجنة التنفيذية للمؤتمر الفلسطيني ردًا على انتقادات لعدم مشاركة أهالي طبرية في الإضراب الذي دُعي إليه عام 1922، ويشير الطبري في رسالته إلى أن القيام بالتظاهر والإضراب في مدينة ذات أكثرية يهودية يعتبر أمرًا صعبًا، كما أن تنفيذ الإضراب لن يكون نافعاً أو مؤثرا على الحركة التجارية لأنه معظمها يقع تحت سيطرة اليهود آنذاك. ولكن من بعد الأحداث القائمة في عام 1948 يذكر سخنيني رسالة من قبل الطبري إلى القائد البريطاني وهو يطالب بها بحماية الفلسطينيين من العصابات الصهيونية التي أطاحت بالمنطقة، ولكن قوبل الطلب بالرفض.
بالإضافة الي ذلك ساعدت مذكرات الطبري في الكشف عن عدة مجازر لتلك الفترة مثل مجزرة الرينة، والتي احتلت في شهر تموز من عام 1948، حيث تم اعتقال 14 شخصًا بالقرب من القرية وقتلهم بذريعة التهريب، شهادة الشيخ طاهر الطبري تشير وتؤكد أن مجزرة الرينة لم تكن الوحيدة، وأن هذه الجرائم قد نفذت لأهداف منها السرقة بحسب شهادات عائلات الضحايا.